# 兵法三大源流
兵法三大源流（ひょうほうさんだいげんりゅう、「兵法」は「へいほう」とも読む）は、新陰流の元になった陰流、神道流、念流の3つの剣術流儀を指す総称である。上泉信綱が永禄9年（1566年）に柳生宗厳へ与えた『影目録』にある兵法の歴史に出てくる中古の「陰流 新当流 念流」の3流派に由来する。
日本の剣術を辿っていくと、おおむねこの3つの流派に行き着くとも言われる。なお、中条流を含めて兵法四大源流とすることもある。

## 念流
念阿弥慈恩によって創立された。
念流の流れを汲む剣術流派
- 馬庭念流 - 樋口定次
- 中条流 - 中条長秀
  - 富田流 - 富田長家
    - 當田流 - 富田吉正
    - 鐘捲流 - 鐘捲自斎
      - 一刀流 - 伊東一刀斎
        - 小野派一刀流 - 小野忠明
          - 中西派一刀流 - 中西忠太
            - 北辰一刀流 - 千葉周作
              - 一刀正傳無刀流 - 山岡鉄舟

        - 忠也派一刀流
          - 溝口派一刀流
            - 甲源一刀流

      - 巌流 - 佐々木小次郎

## 神道流
古来より常陸国鹿島に関東七流（東国七流）と呼ばれ、鹿島の地や香取の地で受け継がれてきた剣技（兵法三大源流の神道流は天真正伝香取神道流などの特定の流派を指すのではない[要引用]）。
神道流の流れを汲む剣術流派
- 鹿島神流（鹿島古流・鹿島中古流） - 國井善弥
  - 新当流 - 塚原卜伝
    - 天流 - 斎藤伝鬼房
      - 新天流
      - 天道流
- 天真正伝香取神道流 - 飯篠家直
  - 霞流 - 真壁氏幹
  - 穴沢流
  - 天真正自顕流 - 十瀬長宗
    - 示現流 - 東郷重位
    - 一羽流 - 諸岡一羽
      - 卜伝流
      - 微塵流 - 根岸兎角
      - 天然理心流

    - 神夢想林崎流 - 林崎甚助

## 陰流
愛洲久忠によって創立された。愛洲陰流とも呼ばれる。
陰流の流れを汲む剣術流派
- 猿飛陰流
  - 新陰流
    - 柳生新陰流
    - 疋田陰流
    - 神後流
    - タイ捨流